# Glen Davis
Ronald Glen Davis (Baton Rouge, 1º gennaio 1986) è un ex cestista statunitense, professionista nella NBA.
Per la sua corporatura imponente e l'altezza inferiore ai pari ruolo è soprannominato Big Baby.

## Carriera

### College
Dopo gli studi superiori alla Louisiana State University Laboratory School, Davis è entrato alla Louisiana State University, mettendosi in luce nel campionato NCAA, dove ha ricevuto numerosi riconoscimenti, tra cui il titolo del Giocatore dell'anno 2006 della Southeastern Conference, nonostante la sua deludente prestazione nella semifinale nazionale persa nettamente dalla sua squadra contro UCLA. In una conferenza stampa tenuta il 20 marzo 2007, Glen Davis ha annunciato la sua intenzione di saltare l'ultimo anno di college e di proporsi alle scelte del Campionato NBA. 

### NBA

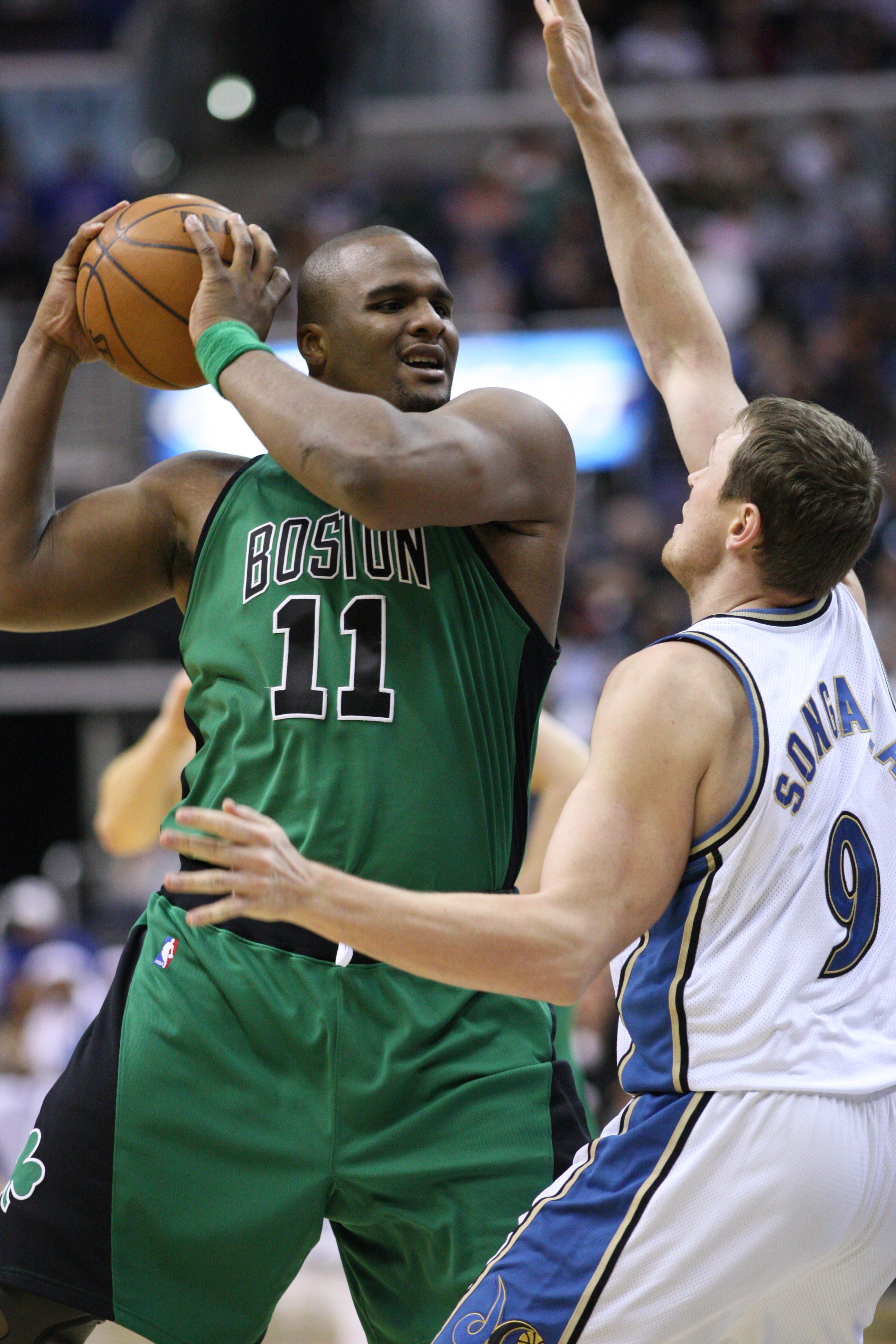
Davis dei Boston Celtics durante la stagione 2007-2008

Al Draft 2007 è stato scelto al 35º posto assoluto dai Seattle SuperSonics, i quali lo hanno tuttavia ceduto subito dopo in un giro di scambi con i Boston Celtics che ha coinvolto anche Ray Allen, Delonte West e Wally Szczerbiak.
Davis ha partecipato con Boston alla NBA Summer League ed è stato quindi aggregato alla prima squadra; nella stagione 2007-08 ha collezionato 69 presenze, con una media di quasi 14 minuti giocati, poco meno del 50% di realizzazione nei tiri dal campo e il 66% nei tiri liberi, 3 rimbalzi, 0,4 assist e 4,5 punti di media per partita.
In questa stagione, pur giocando solo una partita nei play-off, il giocatore conquista il suo primo titolo NBA.

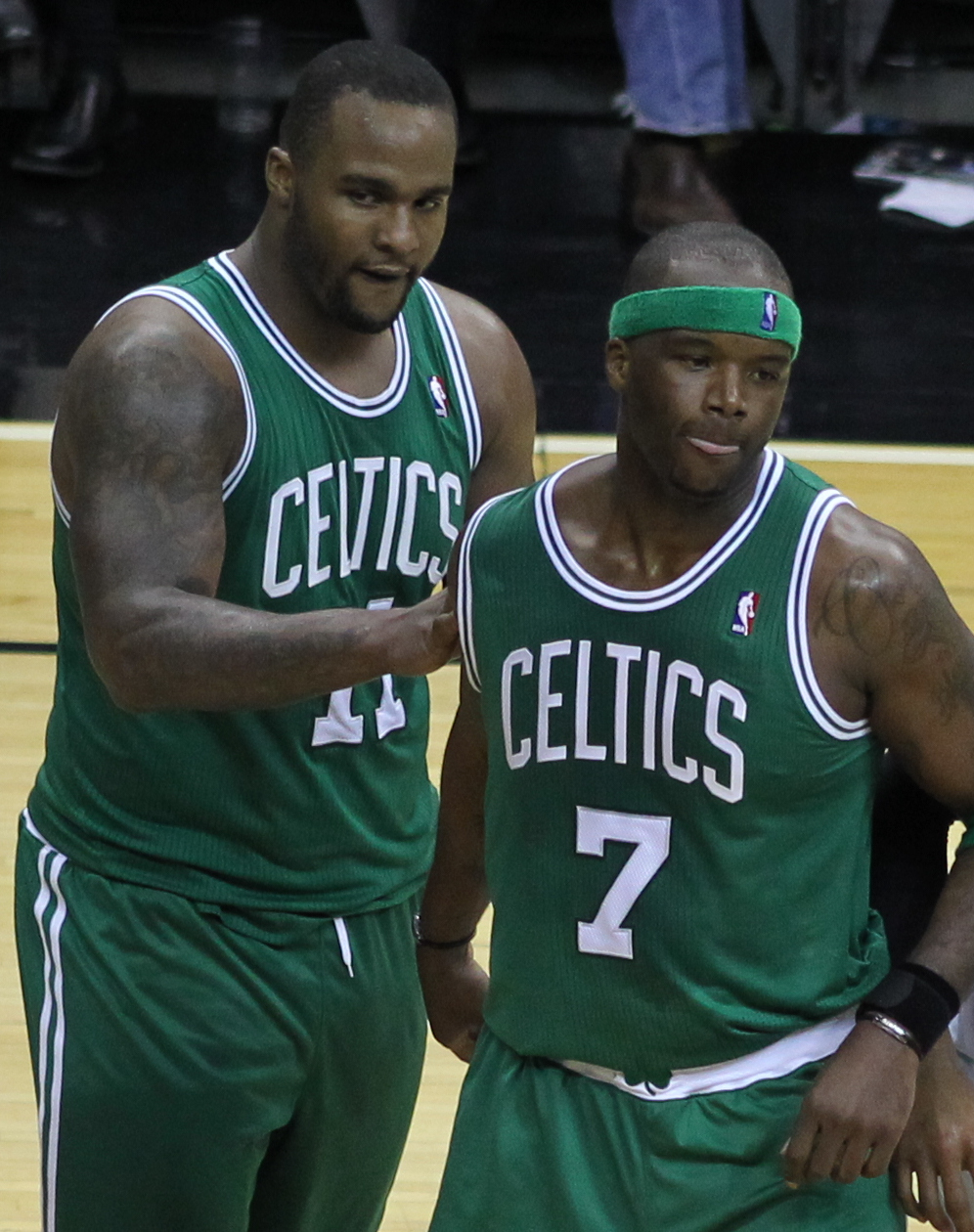
Davis (a sinistra) con Jermaine O'Neal nel 2011

La stagione successiva dà l'opportunità a Davis di mettersi in mostra grazie anche all'infortunio di Kevin Garnett a metà stagione che obbliga il coach di Boston a schierarlo titolare per il resto della stagione e dei Playoffs, dove si rende protagonista con un decisivo tiro sulla sirena in gara 4 delle finali di Eastern Conference contro gli Orlando Magic, serie che comunque vedrà i Celtics sconfitti in gara-7.
Negli anni successivi vede di nuovo ridotto il suo minutaggio, dato che con il recupero dall'infortunio di Garnett ritorna ad essere la seconda scelta nel ruolo di ala forte. Al termine della stagione 2010-11 non nasconde la sua volontà di andarsene dai Celtics; al termine del lockout che aveva momentaneamente bloccato la stagione, infatti, Davis viene ceduto agli Orlando Magic in cambio di Brandon Bass.
Il 21 febbraio 2014 si accorda per una buonuscita e rescinde il suo contratto con i Magic, rimanendo free agent. Il successivo 24 febbraio firma fino a fine stagione con opzione per la stagione successiva con i Los Angeles Clippers. Il 19 luglio firma il rinnovo per un'ulteriore stagione.
Durante la off-season, subisce un infortunio al ginocchio sinistro. Operato, la convalescenza dura dai 2 ai 3 mesi.

## Statistiche

### College
| Anno      | Squadra    | PG | PT | MP   | TC%  | 3P%  | TL%  | RP   | AP  | PRP | SP  | PP   |
| --------- | ---------- | -- | -- | ---- | ---- | ---- | ---- | ---- | --- | --- | --- | ---- |
| 2004-2005 | LSU Tigers | 30 | 28 | 29,2 | 51,3 | 25,0 | 69,8 | 8,8  | 1,0 | 1,0 | 1,4 | 13,5 |
| 2005-2006 | LSU Tigers | 36 | 36 | 31,8 | 49,5 | 26,1 | 67,6 | 9,7  | 1,4 | 1,3 | 1,1 | 18,6 |
| 2006-2007 | LSU Tigers | 29 | 28 | 35,0 | 48,4 | 34,7 | 71,3 | 10,4 | 2,3 | 1,1 | 1,0 | 17,7 |
| Carriera  | Carriera   | 95 | 92 | 32,0 | 49,6 | 31,0 | 69,4 | 9,6  | 1,5 | 1,1 | 1,2 | 16,7 |

### NBA

#### Regular Season
| Anno      | Squadra        | PG  | PT  | MP   | TC%  | 3P%  | TL%  | RP  | AP  | PRP | SP  | PP   |
| --------- | -------------- | --- | --- | ---- | ---- | ---- | ---- | --- | --- | --- | --- | ---- |
| 2007-2008 | Boston Celtics | 69  | 1   | 13,6 | 48,4 | -    | 66,0 | 3,0 | 0,4 | 0,4 | 0,3 | 4,5  |
| 2008-2009 | Boston Celtics | 76  | 16  | 21,5 | 44,2 | 40,0 | 73,0 | 4,0 | 0,9 | 0,7 | 0,3 | 7,0  |
| 2009-2010 | Boston Celtics | 54  | 1   | 17,3 | 43,7 | 0,0  | 69,6 | 3,8 | 0,6 | 0,4 | 0,3 | 6,3  |
| 2010-2011 | Boston Celtics | 78  | 13  | 29,5 | 44,8 | 13,3 | 73,6 | 5,4 | 1,2 | 1,0 | 0,4 | 11,7 |
| 2011-2012 | Orlando Magic  | 61  | 13  | 23,4 | 42,1 | 14,3 | 68,3 | 5,4 | 0,8 | 0,7 | 0,3 | 9,3  |
| 2012-2013 | Orlando Magic  | 34  | 33  | 31,3 | 44,8 | 0,0  | 71,8 | 7,2 | 2,1 | 0,9 | 0,6 | 15,1 |
| 2013-2014 | Orlando Magic  | 45  | 43  | 30,1 | 45,3 | 40,0 | 67,5 | 6,3 | 1,6 | 1,0 | 0,5 | 12,1 |
| 2013-2014 | L.A. Clippers  | 23  | 1   | 14,3 | 48,1 | 0,0  | 78,3 | 3,0 | 0,3 | 0,5 | 0,3 | 4,2  |
| 2014-2015 | L.A. Clippers  | 74  | 0   | 12,2 | 45,9 | 0,0  | 63,2 | 2,3 | 0,5 | 0,6 | 0,3 | 4,0  |
| Carriera  | Carriera       | 514 | 121 | 21,1 | 44,7 | 18,2 | 70,0 | 4,4 | 0,9 | 0,7 | 0,3 | 8,0  |

#### Playoffs
| Anno     | Squadra        | PG | PT | MP   | TC%  | 3P% | TL%  | RP  | AP  | PRP | SP  | PP   |
| -------- | -------------- | -- | -- | ---- | ---- | --- | ---- | --- | --- | --- | --- | ---- |
| 2008     | Boston Celtics | 17 | 0  | 8,1  | 41,2 | 0,0 | 61,1 | 1,5 | 0,4 | 0,3 | 0,2 | 2,3  |
| 2009     | Boston Celtics | 14 | 14 | 36,4 | 49,1 | -   | 71,0 | 5,6 | 1,8 | 1,3 | 0,6 | 15,8 |
| 2010     | Boston Celtics | 24 | 1  | 20,1 | 47,6 | 0,0 | 72,2 | 4,5 | 0,4 | 0,8 | 0,4 | 7,3  |
| 2011     | Boston Celtics | 9  | 0  | 21,2 | 39,1 | 0,0 | 72,7 | 3,6 | 0,9 | 0,3 | 0,0 | 4,9  |
| 2012     | Orlando Magic  | 5  | 5  | 38,0 | 43,8 | -   | 77,3 | 9,2 | 0,8 | 0,6 | 1,2 | 19,0 |
| 2014     | L.A. Clippers  | 13 | 0  | 12,2 | 61,0 | -   | -    | 2,8 | 0,7 | 0,2 | 0,2 | 3,8  |
| 2015     | L.A. Clippers  | 14 | 0  | 10,3 | 44,7 | 0,0 | 77,8 | 1,9 | 0,2 | 0,4 | 0,4 | 2,9  |
| Carriera | Carriera       | 96 | 20 | 18,9 | 47,2 | 0,0 | 71,6 | 3,7 | 0,7 | 0,6 | 0,4 | 6,9  |

## Palmarès
- Campionato NBA: 1

Boston Celtics: 2008
- McDonald's All-American Game (2004)
- NCAA AP All-America Third Team (2006)
- TCL (The Crew League) Champion